# SEA IV
SEA IV — двухместный французский истребитель и разведывательный самолёт времён Первой мировой войны, который совместно разработали Анри Потез, Марсель Блох и Луи Королле.

## История
Модель SEA IV была спроектирована и построена в 1917 году Анри Потезом, Марселем Блоком и Луи Королле. Самолёт был построен на базе SEA II, и был оборудован более мощным двигателем Lorraine мощностью 350 л. с. Первый полёт прототипа состоялся в январе 1918 года, его пилотировал Гюстав Души. Похвальный отзыв пилота о самолёте привёл к заключению контракта на 1000 экземпляров от Министерства вооружений и военной промышленности. В планах военных было получение 200 самолётов в месяц. Первый серийный самолёт был выпущен 11 ноября 1918 года, в момент капитуляции Германии. Это сказалось на планах выпуска самолёта — контракт аннулировали. Всего было произведено 115 экземпляров.

## Модификации
Было выпущено две версии самолёта:
- SEA IVA2 — самолёт-разведчик
- SEA IVC2 — истребитель

## Тактико-технические характеристики
Технические характеристики
- Экипаж: 2 человека
- Длина: 8,5 м
- Размах крыла: 12 м
- Высота: 3,10 м
- Площадь крыла: 37,50 м²
- Масса пустого: 1015  кг
- Нормальная взлётная масса: 1620 кг
- Силовая установка: 1 × воздушный Lorraine-Dietrich 12Da
- Мощность двигателей: 1 × 350

Лётные характеристики
- Максимальная скорость: 218 км/ч
- Крейсерская скорость: 182 км/ч
- Практическая дальность: 700 км
- Практический потолок: 7400  м
- Скороподъёмность: 16,3 м/c

Вооружение
- Стрелково-пушечное: один передний 7,7-мм пулемёт Vickers и два 7,7-мм пулемёта Lewis на турели